# Daniel Pennac
Daniel Pennac, a właśc. Daniel Pennacchioni (ur. 1 grudnia 1944, Casablanca, Maroko) – francuski pisarz. W 2007 otrzymał Prix Renaudot za esej Chagrin d'école. Zadebiutował w 1985 powieścią Wszystko dla potworów.

## Życiorys
Daniel Pennacchioni był najstarszym synem w rodzinie. Jego ojciec jest oficerem armii kolonialnej, osiągając rangę generała w trakcie swojej emerytury, a jego matka jest gospodynią domową. Pennac spędził dzieciństwo w garnizonach, w którym pracował jego ojciec, w Afryce (Dżibuti, Etiopia, Algieria, RPA), Azji południowo-wschodniej (Indochiny) i Francji (w tym w La Colle-sur-Loup).
Po studiach w Nicei został nauczycielem. Zaczął pisać książki dla dzieci, a następnie napisał powieść La Saga Malaussène, która opowiada historię Benjamina Malaussène, kozła ofiarnego i jego rodziny w Belleville w Paryżu.

## Twórczość wydana w Polsce
- Jak powieść (org. Comme un roman, wyd. Muza, 2007)
- Wszystko dla potworów (org. Au Bonheur des Ogres, wyd. Amber)[6]
- Szanowne dzieci (org. Monsieurs les enfants, wyd. Muza, 2009)
- Mała handlarka prozą (org. La petite marchande de prose, wyd. Amber, 1997)